# Cres (mesto)
Cres je mesto (hrv. Grad Cres) in pristanišče na istoimenskem otoku na Hrvaškem, ki upravno spada pod Primorsko-goransko županijo.
Mesto Cres je največje naselje na otoku Cresu, katerega večino površine upravno zaobsega (z izjemo južnega dela otoka, ki spada pod Mali Lošinj). Leži na zahodni obali otoka v dobro zaščitenem zalivu. Kraj ima mnogo starih in znamenitih zgradb, ribiško pristanišče, morsko pristanišče in ladjedelnico. Mesto Cres je najpomembnejše turistično središče otoka.

## Zgodovina
Kraj na katerem danes stoji mesto,in ki se je rimskem obdobju imenoval " res publica Crepsa ", je bil poseljen že v prazgodovini. Na griču sv. Bartula je arheološko najdišče iz prazgodovine. Na lokaciji Forneški so izkopali ostanke  bazilike iz 6. stoletja. V srednjem veku se naselje današnjega Cresa formira znotraj obzidja na vzhodni strani zaliva. Mesto dobi 1332 statut, a od 1459 je v Cresu sedež beneške uprave za otoka Cres in Lošinj. ki je bil do tedaj v Osorju. V 16. stol. je bilo zgrajeno novo, deloma do danes ohranjeno obzidje. Na obali okoli pristanišča  so bile zgrajene javne zgradbe in patricijske palače. Iz tega obdobja so pomembna mestna vrata s stolpom in uro. Skozi ta vrata se pride do trga z gotsko-renesančno cerkvijo iz 15. stol. in samostojno stoječim zvonikom iz 16. stol.
Ob obali stoji gotska cerkev sv. Marije Magdalene iz leta 1402 in frančiškanski samostan iz 14. stol., malo naprej pa še benediktanski samostan iz 15. stoletja.

## Podnebje
Mesto Cres ima ugodno podnebje. Letno pade okoli 950–1050 mm padavin. Povprečna januarska temperatura je 5,5 °C. Povprečna julijska pa 23,7 °C. Mesto je naravno zaščiteno pred vplivi burje.

## Izleti
- Dragozetići, naselje v notranjosti otoka
- Valun, zaliv jugozahodno od mesta
- Vrana, Cres, naselje nad sladkovodnim jezerom
- Osor, naselje ob Osorski ožini

## Demografija
| Pregled števila prebivalcev po letih | Pregled števila prebivalcev po letih | Pregled števila prebivalcev po letih | Pregled števila prebivalcev po letih | Pregled števila prebivalcev po letih | Pregled števila prebivalcev po letih | Pregled števila prebivalcev po letih | Pregled števila prebivalcev po letih | Pregled števila prebivalcev po letih | Pregled števila prebivalcev po letih | Pregled števila prebivalcev po letih | Pregled števila prebivalcev po letih | Pregled števila prebivalcev po letih | Pregled števila prebivalcev po letih | Pregled števila prebivalcev po letih | Pregled števila prebivalcev po letih | Pregled števila prebivalcev po letih |
| ------------------------------------ | ------------------------------------ | ------------------------------------ | ------------------------------------ | ------------------------------------ | ------------------------------------ | ------------------------------------ | ------------------------------------ | ------------------------------------ | ------------------------------------ | ------------------------------------ | ------------------------------------ | ------------------------------------ | ------------------------------------ | ------------------------------------ | ------------------------------------ | ------------------------------------ |
| 1857                                 | 1869                                 | 1880                                 | 1890                                 | 1900                                 | 1910                                 | 1921                                 | 1931                                 | 1948                                 | 1953                                 | 1961                                 | 1971                                 | 1981                                 | 1991                                 | 2001                                 | 2011                                 | 2021                                 |
| 4646                                 | 4673                                 | 4570                                 | 4648                                 | 4264                                 | 4064                                 | 3715                                 | 3635                                 | 2472                                 | 1670                                 | 1866                                 | 1823                                 | 1938                                 | 2234                                 | 2333                                 | 2289                                 | 2185                                 |